# Theorie
Eine Theorie ist im allgemeinen Sprachgebrauch eine durch weitgehend spekulatives Denken gewonnene Erkenntnis oder ein System von Lehrsätzen, aus denen sich eine Erkenntnis ableiten lässt. Beruht dies vorwiegend auf der eigenen (langjährigen) Erfahrung und manifestiert sich individuell (oft unbewusst und unkontrolliert), handelt es sich um eine Subjektive Theorie. In der Alltagssprache wird Theorie also oftmals für eine Vermutung über einen Sachverhalt benutzt, die erst noch zu beweisen wäre.
Im wissenschaftlichen Sprachgebrauch dagegen ist eine Theorie ein System (möglichst objektiver) wissenschaftlich begründeter Aussagen, das geeignet ist, Gesetzmäßigkeiten zu erklären und Prognosen über die Zukunft zu erstellen; berühmte Beispiele sind die Evolutionstheorie und die Relativitätstheorie. Viele Fachdisziplinen führen seit dem 19. Jahrhundert eigene Theoriedebatten, etwa beim Theoriengebäude der Physik. Die Frage nach dem Geltungsbereich und der Bestätigung, Falsifikation oder Verifikation von Theorien wird in der Wissenschaftstheorie behandelt, auch im Hypothetischen Realismus.

## Etymologie
Der Ausdruck taucht im 16. Jahrhundert im deutschen Sprachgebrauch auf und wird aus dem aus spätlateinischen theoria entlehnt, das wieder auf das griechische altgriechisch θεωρία (‘Anschauen’, ‘Betrachtung’, dann ‘Erkenntnis’) zurückgeht. Es wird eine Herleitung von altgriechisch θεωρός (Theoros) vermutet, was die Bezeichnung eines Abgesandten der Polis zur Teilnahme an Götterfesten und Orakeln war.
Das Wort Theorie (aus altgriechisch θεωρέειν theoréein, kontrahiert θεωρεῖν theoreîn, „beobachten, betrachten, [an]schauen“; ἡ θεωρία hē theoría „die Anschauung, Überlegung, Einsicht, wissenschaftliche Betrachtung“, „die Betrachtung oder Wahrnehmung des Schönen als moralische Kategorie“) bezeichnete ursprünglich die Betrachtung der Wahrheit oder des Wesens einer Sache durch gedankliche Arbeit, wie Kontemplation, Spekulation und Argumentation.

## Definitionen
„Es besteht wenig Einigkeit darüber, was eine starke und was eine schwache Theorie in den Sozialwissenschaften ausmacht, aber es gibt einen größeren Konsens darüber, dass Literaturangaben, Daten, Variablen, Diagramme und Hypothesen keine Theorie sind. Trotz dieses Konsenses verwenden Autoren jedoch routinemäßig diese fünf Elemente anstelle von Theorie.“

Je nach wissenschaftstheoretischem Standpunkt wird der Begriff Theorie unterschiedlich erklärt. Grob gesagt, entwirft jede Theorie ein Bild (Modell) der Realität. In der Regel bezieht sie sich auf einen spezifischen Ausschnitt der Realität. Eine Theorie enthält im modernen Verständnis beschreibende (deskriptive) und erklärende (kausale) Aussagen über diesen Teil der Realität. Auf dieser Grundlage werden Vorhersagen getroffen. Viele wissenschaftstheoretische Grundbegriffe und weitergehende Fragen grundsätzlicher Art, die Theorien der Realität im Allgemeinen betreffen, werden in Teilbereichen der philosophischen Disziplinen Metaphysik und Erkenntnistheorie diskutiert.

„Es gibt, womöglich überraschenderweise, einen beträchtlichen Konsens darüber, was Theorie ist: Theorie ist schlicht eine Möglichkeit, der empirischen Komplexität der phänomenalen Welt eine konzeptionelle Ordnung aufzuerlegen.“

Nach positivistischem Verständnis sind Theorien mit dem Anspruch verknüpft, sie durch Beobachtungen (z. B. mittels Experimenten oder anderer Beobachtungsmethoden) prüfen zu können (Empirie). Diese Beobachtung liefert dann direkt die Wahrheit oder Falschheit der Theorie, d. h., sie verifiziert oder falsifiziert die Theorie.
In der Logik bezeichnet Theorie im einfachsten Fall eine deduktiv abgeschlossene Formelmenge. Gängig ist auch folgende streng formale, mathematisch-logische Definition des Theoriebegriffs: Eine Menge T von Aussagen in einer Sprache heißt genau dann Theorie, wenn T erfüllbar ist und wenn jeder Satz, der aus T folgt, bereits zu T gehört. Einfacher ausgedrückt: Sie muss überhaupt wahr sein können und zudem in sich abgeschlossen und widerspruchsfrei sein.
Verschiedene Probleme haben dazu geführt, dass in den letzten Jahrzehnten kompliziertere Begriffe von Theorien und des Aussagewerts von Beobachtungen entwickelt wurden. Diese Diskussionen betreffen besonders die Präzisierung eines Begriffs der Bestätigung und hängen eng zusammen mit Problemen der Induktion, Kausalität und Wahrscheinlichkeit.
Nach der klassischen Sicht lassen sich aus Prognosen von Theorien wiederum Handlungsempfehlungen ableiten. Somit bildet die Theorie die Grundlage für die sich aus ihr ergebende Praxis.
Nach der kritisch-rationalen Sicht sind Alltagstheorien und empirische wissenschaftliche Theorien erkenntnistheoretisch nicht voneinander zu unterscheiden und alle Theorien sind gleichermaßen spekulativ. Letztere kommen lediglich in der Regel der Wahrheit näher und Hypothesen sind weniger allgemeine Theorien. Handlungsempfehlungen lassen sich nicht aus Theorien ableiten, sondern nur damit kritisieren. Theorie und Praxis bilden aus dieser Sicht Gegensätze.

## Typen von Theorien
Jörgen Sandberg und Mats Alvesson schlagen zum Verständnis von „Theorie“ eine Typologie von fünf verschiedenen Theorietypen vor, um den Anforderungen von Sozialwissenschaften gerecht zu werden, die typischerweise über das in den Naturwissenschaften herrschende Verständnis von Theorie als erklärende Theorie hinausgehen:
1. Die erklärende Theorie ist die gängigste Form von Theorie und zielt auf das Verständnis innerer Zusammenhänge von Phänomenen durch kausale Erklärungen ab. Hierbei werden Phänomene in Form von Variablen und deren kausalen Beziehungen beschrieben, um zu erklären, wie und warum bestimmte Phänomene auftreten. Diese Theorieform ist die am weitesten verbreitete und entwickelste, insbesondere im positivistischen Ansatz. Ein zentrales Ziel erklärender Theorien ist die möglichst genaue Widerspiegelung der objektiven Realität und die Überprüfbarkeit durch empirische Tests.[4]
2. Im Gegensatz dazu fokussiert die verstehende Theorie auf die Erfassung der Bedeutung eines Phänomens. Sie zielt darauf ab, Phänomene nicht nur auf ihre kausalen Beziehungen zu reduzieren, sondern sie im Kontext der von Menschen erlebten und zugewiesenen Bedeutungen zu verstehen. Verstehende Theorien sind häufig in hermeneutischen oder phänomenologischen Traditionen verwurzelt und betonen, dass das Verständnis von Bedeutung eine zentrale Rolle spielt. Hierbei geht es darum, wie Menschen ihre subjektive Realität und sich selbst verstehen, wobei oft nicht unmittelbar offensichtliche Aspekte aufgedeckt werden.[4]
3. Die ordnende Theorie hat nicht das Ziel der Erklärung oder des Verständnisses von Phänomenen, sondern sie zu kategorisieren und zu strukturieren. Diese Theorien helfen bei der Sortierung komplexer Phänomene in theoretisch nützliche Kategorien, was den Forschern ermöglicht, Phänomene in systematische Typologien oder Taxonomien zu gliedern. Derartige Theorien ermöglichen die Mustererkennung und Durchführung vergleichender Analysen, ohne notwendigerweise empirische Realität exakt abzubilden.[4]
4. Die erzeugende Theorie hingegen konzentriert sich auf die kontinuierlich Entstehung und Reproduktion von Phänomenen. Diese Theorien betrachten Phänomene nicht als statische, vorgegebene Einheiten, sondern als etwas, das durch fortwährende soziale Praktiken und Interaktionen geschaffen und aufrechterhalten wird. Sie untersuchen, wie organisatorische Phänomene wie Führung oder Innovation über die Zeit hinweg dynamisch konstruiert werden.[4]
5. Schließlich zielt die provokative Theorie darauf ab, etablierte Denkweisen zu hinterfragen und alternative Sichtweisen auf Phänomene zu eröffnen. Diese Theorien wollen nicht nur erklären oder verstehen, sondern grundlegende Annahmen herausfordern und aufzeigen, dass Phänomene auch anders gedacht werden können, als sie traditionell dargestellt werden. Provokative Theorien setzen dabei auf kreative Umdeutungen, die oft unerwartet und gegen den etablierten Konsens gerichtet sind.[4]

## Aspekte des Theoriebegriffs
Die methodische Art und Weise, wie Theorien zustande kommen, wie also der Zuwachs an Wissen stattfindet, ist umstritten. In der Fortentwicklung von Theorien wird gelegentlich zwischen Induktion, Deduktion und Abduktion unterschieden:
Bei der Theorienbildung durch Induktion geht man davon aus, dass der Wissenschaftler im empirischen Prozess Datenmaterial erarbeitet, in dem schließlich innere Strukturen und Gesetzmäßigkeiten sichtbar werden. Weitere positiv verlaufende Experimente sollen die Theorie bestätigen und sind die Bausteine einer Verifikation (Überprüfung), die letztlich in naturgesetzlicher Sicherheit (Widerspruchsfreiheit) münden soll.
Bei der Theorienbildung durch Deduktion geht man davon aus, dass der Wissenschaftler durch kreative Akte sinnvolle Hypothesen erzeugt, deren Übereinstimmung mit dem Datenmaterial er anschließend überprüft. Weitere Experimente müssen mit dem ernsthaften Ziel der Falsifikation (Widerlegung) unternommen werden. Nur in dem Ausmaß wie sich Theorien bewähren (der Falsifikation entziehen), kann relative Sicherheit gewonnen werden.
Die Abduktion schließt von einem vorliegenden Resultat und einer möglichen oder spontan gebildeten Regel auf einen Fall. Um ein überraschendes Phänomen erklärbar zu machen, wird eine Regel hypothetisch eingeführt, damit das Resultat als sinnvoller Fall dieser Regel betrachtet werden kann. Abduktiv gewonnene Erkenntnisse können richtig sein, müssen es aber nicht.
In der Praxis der Wissenschaft mischen sich induktive und deduktive Elemente ohne Probleme, so dass diese Frage mehr eine wissenschaftstheoretische und weltanschauliche Bedeutung besitzt.
Bietet die Wissenschaft mit ihren Theorien einen Weg zu absoluter Wahrheit oder zu einer schrittweise stattfindenden Annäherung an die Wahrheit (der man sich jedoch nie ganz gewiss sein kann) oder ist Wahrheit nicht Teil der Wissenschaften  oder gibt es keine Wahrheit an sich? Die zweite, auf Karl Popper zurückgehende Position wird derzeit von der Mehrheit der Naturwissenschaftler bevorzugt, die erste gilt – aufgrund prinzipieller Erkenntnisse über Beobachtbarkeit – als überholt.
In der Umgangssprache wird der Begriff meist im Sinne von „nur eine Theorie“ verstanden und bezieht sich dann lediglich auf besonders unsichere Erkenntnisse. Dies hat nicht viel mit der wissenschaftlichen Definition von Theorie zu tun und führt häufig zu Missverständnissen. Beispielsweise bedeutet der Begriff „Relativitätstheorie“ nicht, dass die Erkenntnisse nicht gesichert seien. Selbstverständlich ist sie prinzipiell falsifizierbar, könnte also nicht zutreffen, aber das Teilwort -theorie kennzeichnet sie einzig als „in sich schlüssig“ und bis dato „nicht falsifiziert“ und grenzt sie von der Newton’schen Theorie – der klassischen Mechanik – ab.

### Kriterien
Minimalforderungen an theoretische Modelle sind im Allgemeinen, dass sie den Vorschriften der Logik und Grammatik entsprechen, widerspruchsfrei (intern konsistent) sowie überprüfbar sind. Voraussetzung dafür ist, dass die verwendeten Begriffe
1. explizit sind, das heißt, es muss Einigkeit bestehen über ihre Bedeutung, und
2. empirisch verankert sind, d. h., sie müssen über Operationalisierungen mit Phänomenen verknüpft sein.[5] Ob eine Theorie aber auf die Welt „passt“, muss sich empirisch erweisen. Intern richtige und auch empirisch bestätigbare Theorien sollten darüber hinaus praktischen Nutzen haben (Praktikabilität) und nicht unnötig kompliziert sein (Ockhams Rasiermesser).

Eine gute Theorie soll weiterhin
- verträglich sein mit bereits bewährten älteren Theorien oder sie sogar in den eigenen Erklärungsbereich miteinschließen;
- Erklärungswert besitzen, also z. B. nicht rein deskriptiv sein;
- Prognosen ermöglichen, die in der Praxis auch eintreffen, und damit falsifizierbar sein;
- extensiv sein, ihr Gegenstandsbereich soll also nicht zu speziell sein;
- befruchten, also andere Wissenschaftler zu weitergehenden Forschungen inspirieren.[6]

Weitere wichtige Forderungen an Theorien sind zum Beispiel die Möglichkeit, Axiome für eine Theorie anzugeben, sowie die „Ausdruckskraft“ einer Theorie: Ist es möglich, die Theorie durch endlich/abzählbar viele Axiome zu beschreiben, so heißt sie endlich/abzählbar axiomatisierbar. Eine Theorie heißt (negations-)vollständig genau dann, wenn jeder Satz ihrer zugrundeliegenden Sprache oder seine Negation Elemente der Theorie sind.
Donald Davidson formuliert es knapp: Eine vernünftige Forderung, die man an eine wissenschaftliche Theorie stellen kann, ist die, dass es möglich sein sollte, eine Struktur dermaßen zu definieren, dass es möglich ist, Exemplifizierungen dieser Struktur empirisch zu ermitteln. Dazu sind Gesetze und Verallgemeinerungen nötig, die prognostizieren, was bei gegebenem beobachteten Input beobachtet werden wird.

### Bestandteile
Wissenschaftstheoretisch ist es weitgehend üblich, folgende mögliche Elemente von Theorien zu unterscheiden:
- Grundannahmen: Dies sind Aussagen über die Grundstruktur der Realität und darüber, wie man sie untersuchen solle. Sie liegen allen Kernaussagen zugrunde. Darunter können metaphysische (etwa transzendente Aussagen über die Existenz und die Rolle von Gott, Göttern, Geistern usw.), kosmologische und biologische Annahmen (Aussagen über die Struktur der unbelebten und belebten Natur), anthropologische (Aussagen darüber, was Menschen seien) so wie erkenntnistheoretische und pragmatische Annahmen und Vorgaben (etwa darüber, wie im jeweiligen Gegenstandsbereich Wissen erzielbar ist, wie Wissenschaftler arbeiten sollten) fallen. Die Gesamtheit dieser Grundannahmen macht einen wichtigen Aspekt dessen aus, was in Anknüpfung an Kuhn manchmal Paradigma genannt wird, sowie des Lakatos’schen Begriffs des „Forschungsprogramms“.
- Grundbegriffe: Diese sind die „Bausteine“ der Theorie (dies können theoretische Terme wie etwa physikalische Größen und Entitäten sein).
- Theoriekern: Dieser besteht in den beschreibenden und erklärenden Aussagen. Die erklärenden Aussagen werden auch Hypothesen genannt, diese sind häufig als Wenn-Dann-Aussagen formuliert oder noch stärker formalisiert. Daneben können prognostische und empfehlende Aussagen Teil einer Theorie sein.
- Messkonzepte: Hypothesen werden mit Indikatoren messbar gemacht (operationalisiert), um empirisch überprüft zu werden, z. B. kann dies durch eine Frage in einem Fragebogen geschehen.
- Empirische Belege: Beobachtungen, die eine Theorie bestätigen oder widerlegen sollen.

In der wissenschaftlichen Praxis enthalten Theorien diese Elemente in höchst unterschiedlichem Ausmaß; dies hängt u. a. vom Erkenntnisinteresse der jeweilig wissenschaftlich Tätigen ab.
- Beschreibende und erklärende Aussagen können unterschiedlich gewichtet werden: in manchen Theorien hat die Beschreibung Vorrang, in anderen die Erklärungsversuche, wieder andere streben eine Balance an. Ein Übergewicht beschreibender Aussagen weisen häufig Theorien auf, die ein neues Forschungsgebiet erkunden.
- Prognostische und empfehlende Aussagen werden von manchen Wissenschaftlern gar nicht oder nur mit äußerster Vorsicht gemacht, andere betrachten diese als den Hauptzweck ihrer Arbeit (z. B. die anwendungsorientierten Naturwissenschaften oder Sozialwissenschaftler in der Politikberatung).
- Ein großer Unterschied besteht zwischen Wissenschaftlern, die ihre Theorien strikt auf empirische Überprüfung anlegen, und solchen, die dies weniger oder nicht tun. Erstere bemühen sich intensiv um plausible Methoden, ihre Hypothesen überprüfbar zu formulieren, messbar zu machen und empirisch zu überprüfen. Daher gibt es Theorien mit und solche (fast) ohne klare Hypothesen, Indikatoren und empirische Belege.

## Beispiele
- Physik: Die Vorhersagen der klassischen Mechanik und der speziellen Relativitätstheorie unterscheiden sich beispielsweise deutlich, wenn die betrachteten Objekte sich mit Geschwindigkeiten nahe der Lichtgeschwindigkeit bewegen. Im Alltag kann man die Unterschiede nicht feststellen, da die klassische Mechanik der Grenzfall der speziellen Relativitätstheorie ist, wenn die Geschwindigkeit wesentlich geringer ist als die Lichtgeschwindigkeit. Daher ist die klassische Mechanik im Alltag die angemessene Theorie.
- Theoretische Astronomie: Ihre analytischen oder numerisch-physikalischen Modelle (etwa des Sonneninneren oder der Galaxienhaufen) müssen mit allen Beobachtungsdaten (Strahlung, Bahnbewegung usw.) übereinstimmen. Allenfalls sind die Modelle zu modifizieren oder zu verwerfen.
- Geometrie: Zu jeweils einer Geraden und einem Punkt, der nicht auf dieser Geraden liegt, gibt es genau eine Parallele durch diesen Punkt. Diese Aussage hat man lange versucht aus den anderen Axiomen der Geometrie zu folgern. Dadurch, dass man zeigen konnte, dass die Geometrien, in denen die Parallelenaussage nicht gilt, zu sinnhaften Modellen führen, ließ sich beweisen, dass die Parallelenaussage ein zu den übrigen Geometrieaxiomen unabhängiges Axiom ist (siehe nichteuklidische Geometrie).
- Mathematik: Der Mathematiker Georg Cantor schlug eine naive, d. h. informelle Definition für den Begriff Menge vor. Die daraus resultierende Theorie erkannte er zwar als widersprüchlich (siehe Cantorsche Antinomie); dennoch genügt es in der Schulmathematik, mit dieser informellen Mengenlehre zu arbeiten. Mathematiker verwenden in der Regel die formale Theorie der Zermelo-Fraenkel-Mengenlehre (deren Widerspruchsfreiheit allerdings nicht beweisbar ist).
- In der Soziologie wurde – für die Sozialwissenschaften allgemein – das Konzept der Theorie mittlerer Reichweite entwickelt.
- Mehrere wissenschaftliche Theorien begründen die interdisziplinäre Evolutionsbiologie.

Eine Theorie kann auch ein rein algorithmisches Verfahren sein, wie zum Beispiel die Planetentheorie zur Berechnung der Positionen von Himmelskörpern.

## Theorie und Forschungsfrage
Ohne Theorie gibt es keine Methoden und Messinstrumente, also existieren Methoden und Messinstrumente nur aufgrund theoretischer Vorannahmen, also nicht unabhängig von ihnen. Eine Fragestellung wiederum steht am Beginn des Prozesses, eine Theorie auszuwählen, auf deren Basis diejenigen Faktoren herausgefiltert werden, die beim Sammeln von Daten entscheidend sein sollen. Die Wahl der Theorie, die zugrunde gelegt wird, und die Fragestellung am Beginn eines Forschungsprozesses hängen also eng zusammen. Von der theoretischen Perspektive, die eingenommen wird, ebenso wie von der forschenden Person hängt die Wahl des Themas ab, das konkrete Erkenntnisinteresse, für welche Methode man sich entscheidet und die Ergebnisse der Studie, so eine Einschätzung aus den Kommunikationswissenschaften.